# Trần Bá
Trần Bá (1923 - 1963) là một Anh hùng lực lượng vũ trang nhân dân.

## Tiểu sử
Trần Bá sinh năm 1923, quê ở xã Phước Long, huyện Tuy Phước, tỉnh Bình Định. Từ năm 1945 - 1951, ông hoạt động ở địa phương, làm Bí thư huyện ủy, Tỉnh ủy viên Đảng CSVN, sau đó tham gia quân đội. Trần Bá được lựa chọn làm cán bộ Cục Dân vận Tổng cục Chính trị Quân đội nhân dân Việt Nam.
Tháng 10 năm 1954, Trần Bá được tổ chức đưa vào miền Nam hoạt động. Trần Bá đã khéo cải trang sống hợp pháp ở Sài Gòn và các tỉnh khác, đôi khi vì nhiệm vụ ông còn sang cả Campuchia.
Đầu năm 1958, trong một chuyến công tác, Trần Bá bị bắt tại Sài Gòn. Trong suốt 5 năm, Việt Nam Cộng Hòa đã giam Trần Bá qua hơn 10 nhà tù và bị tra tấn. 
Đầu năm 1963, sau nhiều lần tra tấn, dụ dỗ, không khai thác được gì, Trần Bá đã bị giết hại.
Năm 1978, Trần Bá được Nhà nước truy tặng danh hiệu Anh hùng Lực lượng Vũ trang Nhân dân.
Tên của Trần Bá đã lấy tên một đường phố ở thị trấn Diêu Trì, Tuy Phước. Trường THCS Diêu Trì tại Tuy Phước được đổi tên thành Trường THCS Trần Bá.